# All In (2023)
All In 2023 o All In Londres: desde Wembley fue un evento de lucha libre profesional producido por la compañía de lucha All Elite Wrestling (AEW). El evento se llevó el domingo 27 de agosto del 2023, en el Estadio de Wembley en Londres, Inglaterra, Reino Unido. Fue la primera vez que dicha empresa realizó un evento en territorio europeo y la primera vez que realizó un evento desde un estadio de fútbol. 
Esta fue la segunda edición del evento, y la primera bajo la producción de AEW. Además, es el primer evento de lucha libre realizado en Wembley desde su reconstrucción. El último evento de lucha libre en el viejo Wembley fue SummerSlam 1992, por lo que, el estadio volvió a albergar un evento de lucha libre tras más de 30 años.

## Producción

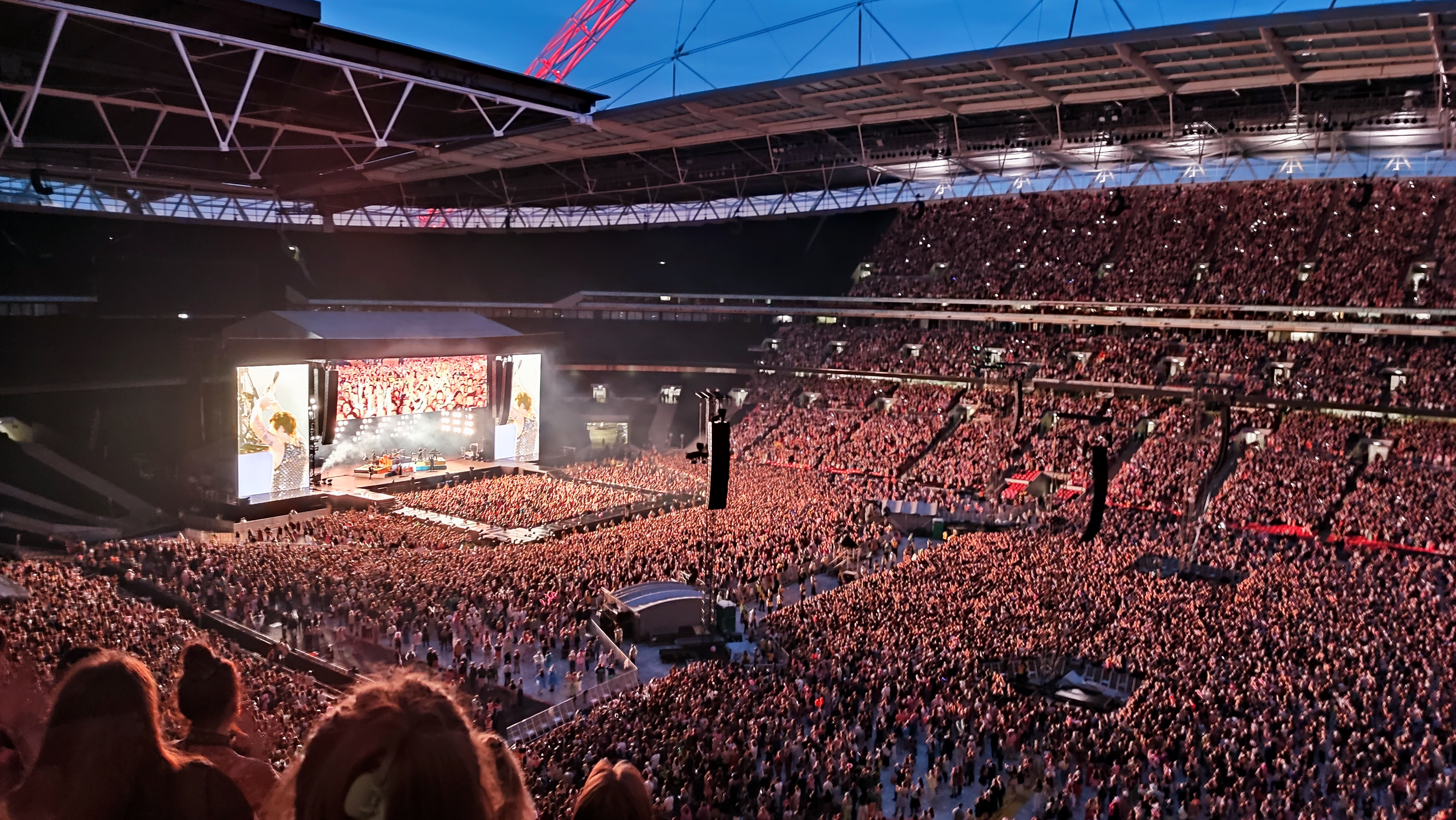
Estadio de Wembley con capacidad para mas de 100,000 personas lleno en su totalidad

La primera edición de All In fue un evento independiente de lucha libre profesional producido por los miembros de The Elite (Cody Rhodes & The Young Bucks) teniendo lugar el 1 de septiembre de 2018, en el Sears Center de Hoffman Estates, Illinois. Logrando ser el evento no-WWE con mayor asistencia en la historia de la lucha libre estadounidense con más de 11 mil personas. Este evento sentaría las bases para el inicio de la promoción All Elite Wrestling (AEW).
Después, el evento pasaría a ser propiedad de Ring of Honor (ROH) para su distribución por medio de su plataforma de streaming. 
En el episodio de Dynamite del 2 de marzo de 2022, Tony Khan reveló que había adquirido las propiedades intelectuales y biblioteca audiovisual de Ring of Honor (ROH), y por ende, el evento All In de 2018.
Durante la emisión de Dynamite del 5 de abril, Tony Khan anunció que AEW usaría nuevamente el nombre de All In. Esta vez, para un pay-per-view desde Wembley con capacidad para más de 100,000 personas en Londres, Inglaterra. En caso de un sold-out, este sería el tercer evento de lucha libre con mayor asistencia en la historia (solo detrás de las dos noches de Collision in Korea).

## Antecedentes
En junio, el Campeón Mundial de AEW MJF comenzó una rivalidad con Adam Cole, al que se enfrentó en el episodio del 14 de junio de Dynamite en un combate eliminatorio por el campeonato, que terminó en empate a 30 minutos con límite de tiempo, lo que dejó a Cole fuera de un futuro combate por el campeonato.
Los dos fueron entonces emparejados en el Torneo Eliminatorio a ciegas para recibir un combate por el Campeonato Mundial en Parejas de AEW en el episodio del 29 de julio de 2023 de Collision, ganaron el torneo, pero no consiguieron ganar los títulos por parejas. Durante este tiempo, MJF y Cole se harían amigos, para consternación del viejo amigo de Cole Roderick Strong, y MJF prometió a Cole que, independientemente del resultado del torneo, le daría a Cole un combate por el Campeonato Mundial de AEW. En el episodio del 2 de agosto de Dynamite, MJF cumplió su promesa, dando a Cole un contrato que programaba el combate por el campeonato como el evento principal de All In. La semana siguiente, además de su combate por el Campeonato Mundial de AEW, Cole que todavía sentía que él y MJF podrían ser un equipo de calibre de campeonato desafió a Aussie Open (Kyle Fletcher & Mark Davis) por el Campeonato Mundial en Parejas de ROH que tendría lugar en el pre-show Zero Hour de All In.
Tras la defensa de FTR (Dax Harwood y Cash Wheeler) del Campeonato Mundial en Parejas, en el episodio del 5 de agosto de Collision, declararon que tenían asuntos pendientes con The Young Bucks (Matt Jackson y Nick Jackson). Posteriormente hicieron un desafío para All In con el Campeonato Mundial en Parejas en juego.
The Young Bucks aceptaron el reto en Dynamite del 9 de agosto, marcando la lucha entre ambos equipos, quedando empatados 1-1, donde The Young Bucks ganaron su primer enfrentamiento en Full Gear en noviembre de 2020, mientras que FTR los derrotó en el episodio del 6 de abril de 2022 de Dynamite.
En el episodio 200 de Dynamite del 2 de agosto, Hikaru Shida derrotó a Toni Storm para ganar el Campeonato Mundial Femenino de AEW. La semana siguiente, se anunció que en All In, habría una Fatal 4-Way por el campeonato con las participantes determinadas por un torneo de eliminación individual. Shida, que ya tenía programado defender el título contra Anna Jay esa noche, derrotó a Jay para retener su puesto como campeona defensora en All In, mientras que Storm ejerció su cláusula de revancha para recibir un pase libre y entrar automáticamente en el combate a cuatro bandas. Saraya derrotó a Skye Blue en las grabaciones de Rampage del 9 de agosto para reclamar el tercer puesto (emitido el 11 de agosto), y Dr. Britt Baker D.M.D. se aseguró el puesto final al derrotar a The Bunny el 16 de agosto en Fight for the Fallen.
Darby Allin y Swerve Strickland han tenido una larga rivalidad que se remonta a sus días de lucha en el circuito independiente en Seattle, Washington, de donde Allin es nativo, mientras que Strickland es de la cercana Tacoma.  La disputa se intensificó en el episodio del 3 de agosto de Dynamite cuando Strickland y su compañero de equipo AR Fox (que a su vez tiene una historia con Allin que es anterior a AEW) atacaron al luchador novato Nick Wayne a quien Allin había tomado bajo su tutela, ya que el difunto padre de Nick, Buddy Wayne, entrenó a Allin en el gimnasio de la casa de Nick en Seattle.  En el episodio del 9 de agosto de Dynamite, Allin se enfrentó a Strickland y Fox (junto con el resto de Mogul Embassy), y el viejo amigo/mentor de Allin Sting ayudó a Allin a defenderse del grupo, estableciendo un Coffin Match en All in enfrentando a Allin y Sting contra Strickland y Fox. El 23 de agosto en Fyter Fest después de que Fox y Swerve perdieran un Tornado Tag Team Match contra Allin y Wayne. Fox, fue expulsado de la Mogul Embassy. Después de eso, Strickland presentó a Christian Cage, con quien Allin había estado luchando desde finales de julio después de que ganó una oportunidad por el Campeonato TNT de Luchasaurus, aliado de Cage, en All Out, como su nuevo compañero para el combate.
Durante el torneo Owen Hart Cup en el episodio del 8 de julio de Collision, CM Punk derrotó a Samoa Joe por primera vez en su carrera. En el episodio del 5 de agosto, Joe recapituló su rivalidad, remontándose a su tiempo en ROH, y retó a Punk a una revancha en All In para que pudiera demostrar que era mejor que Punk y le dio una semana para responder. Punk no respondió a Joe, quien intensificó el asunto atacando a Punk durante el combate de Punk la semana siguiente. Durante Fight for the Fallen el 19 de agosto, un Punk disfrazado atacó a Joe y aceptó el reto, que se hizo oficial con el "Campeonato Mundial Real" de Punk en juego

## Resultados
- Zero Hour: Better Than You Bay Bay (MJF & Adam Cole) derrotó a Aussie Open (Mark Davis & Kyle Fletcher) y ganó el Campeonato Mundial en Parejas de ROH (7:45).
  - Cole cubrió a Fletcher después de un «Double Clothesline».
- Zero Hour: Hook derrotó a Jack Perry y ganó el Campeonato FTW (8:20).
  - Hook forzó a Perry a rendirse con un «Redrum».
- CM Punk derrotó a Samoa Joe y retuvo el «Campeonato Mundial Real» (14:00).
  - Punk cubrió a Joe después de un «Pepsi Plunge» desde la tercera cuerda.
  - El Campeonato Mundial de Televisión de ROH de Joe no estuvo en juego.
  - Esta fue la última lucha de Punk en AEW.
- Bullet Club Gold (Jay White & Juice Robinson) y Konosuke Takeshita (con Don Callis, Austin Gunn & Colten Gunn) derrotaron a The Golden Elite (Kenny Omega, «Hangman» Adam Page & Kota Ibushi) (20:30).
  - Takeshita cubrió a Omega con un «Roll Up».
  - Durante la lucha, The Gunns interfirió a favor de Bullet Club Gold & Takeshita.
- FTR (Cash Wheeler & Dax Harwood) derrotó a The Young Bucks (Matt Jackson & Nick Jackson) y retuvo el Campeonato Mundial en Parejas de AEW (21:45).
  - Wheeler cubrió a Nick después de un «Goodnight Express».
  - Esta lucha fue calificada con 5 estrellas por Dave Meltzer.
- Best Friends (Orange Cassidy, Chuck Taylor & Trent Beretta), Eddie Kingston & Penta El Zero M (con Alex Abrahantes) derrotaron a Blackpool Combat Club (Jon Moxley, Claudio Castagnoli & Wheeler Yuta), Santana & Ortiz en un Stadium Stampede Match (21:30).
  - Cassidy cubrió a Castagnoli después de un «Orange Punch» con vidrios incrustados en su puño.
  - Durante la lucha, Sue Beretta, madre de Trent, y Abrahantes interfirieron a favor de los faces.
  - Durante la lucha, Penta tuvo una lesión (kayfabe), pero más tarde regresaría como Penta Oscuro.
  - Originalmente Rey Fénix iba a participar de la lucha, pero fue retirado debido a problemas de visa.
- Saraya derrotó a Hikaru Shida (c), Toni Storm y Dr. Britt Baker D.M.D y ganó el Campeonato Mundial Femenino de AEW (8:50).
  - Saraya cubrió a Storm después de un «Good Knight».
  - Durante la lucha, Ruby Soho interfirió a favor de Saraya, pero fue atacada accidentalmente por Storm.
  - Después de la lucha, Saraya celebró junto a su familia.
  - Saraya realizó su entrada con We Will Rock You, canción de Queen.
- Dudes With Attitudes (Sting & Darby Allin) derrotó a Swerve Strickland & Christian Cage (con Prince Nana) en un Coffin Match (16:00).
  - Dudes With Attitudes ganó la lucha luego que Allin cerrara el ataúd con el cuerpo de Strickland dentro.
  - Durante la lucha, Luchasaurus interfirió a favor de Cage & Strickland, pero fue atacado por Nick Wayne.
  - Originalmente, AR Fox iba a participar de la lucha, pero fue reemplazado por Cage debido a una traición de Strickland.
  - Strickland realizó su entrada acompañado de Flash Garments y DJ Whoo Kid, quienes cantaron su tema en vivo.
  - Sting & Allin realizaron su entrada con Seek and Destroy, canción de Metallica.
- Will Ospreay (con Don Callis) derrotó a Chris Jericho (con Sammy Guevara) (14:55).
  - Ospreay cubrió a Jericho después de un «Stormbreaker».
  - Durante la lucha, Callis interfirió a favor de Ospreay, mientras que Guevara lo hizo a favor de Jericho.
  - El Campeonato Peso Pesado de los Estados Unidos de la IWGP de Ospreay no estuvo en juego.
  - Jericho realizó su entrada acompañado de Fozzy, quienes cantaron su tema en vivo.
- The Acclaimed (Max Caster, Anthony Bowens & Billy "Daddy Ass") derrotó a House of Black (Malakai Black, Brody King & Buddy Matthews) (con Julia Hart) y ganó el Campeonato Mundial de Tríos de AEW (10:50).
  - Caster, Bowens & Gunn cubrieron a King después de un «Mic Drop» de Caster.
  - Durante la lucha, Hart interfirió a favor de House of Black.
  - Después de la lucha, House of Black entregó los títulos a The Acclaimed en señal de respeto.
- MJF derrotó a Adam Cole y retuvo el Campeonato Mundial de AEW (29:00).
  - MJF cubrió a Cole después de un «Roll-Up».
  - Durante la lucha, Roderick Strong interfirió a favor de Cole.
  - Después de la lucha, Cole intentó atacar a MJF, pero terminó abrazándolo en señal de respeto.
  - Después de la lucha, se anunció que All In 2024 se realizará en el mismo escenario el dia 25 de agosto.

## Secuelas

### Altercado entre Jack Perry y CM Punk
Múltiples publicaciones como Fightful, Wrestling Observer Newsletter, PWInsider informaron que CM Punk tuvo un altercado físico con Jack Perry tras bastidores momentos antes del combate de apertura de Punk con Samoa Joe. Esto se derivó de un incidente que ocurrió en el backstage en Collision hace varias semanas, donde Punk rechazó la idea de Perry de usar vidrio real en un ángulo, algo que Perry había obtenido la aprobación de AEW antes. Sin embargo, cuando llegó el día para rodar el segmento en Collision Punk dijo que no, y el segmento fue desechado. Se dijo que Perry no estaba contento con la situación, y cómo la historia fue reportada después por los medios de comunicación. Tras el incidente, se dijo que Punk estaba furioso. Al parecer, amenazó con abandonar e inicialmente no quería salir para su combate contra Samoa Joe, lo que provocó un ligero retraso. Joe estaba muy enfadado, pero consiguió convencer a Punk para que realizara el combate.
El presidente de AEW, Tony Khan, se refirió al incidente durante la rueda de prensa posterior a All In. Dijo que era consciente de que algo había sucedido, y que el incidente estaba bajo investigación. Según los informes, Punk no ha hablado con Khan desde el incidente. Tanto Perry como Punk fueron suspendidos por el altercado, lo que significa que ninguno de los dos podrá participar en All Out.